# Liste der Mitglieder des Ersten Vereinigten Landtages der Rheinprovinz
Diese Liste nennt die Mitglieder des Ersten Vereinigten Landtages aus der Rheinprovinz 1847.

## Hintergrund
Formal war der Vereinigte Landtag ein gemeinsames Zusammenkommen der Provinziallandtage Preußens. Entsprechend setzte sich die Gruppe der Abgeordneten aus der Rheinprovinz so zusammen, wie der Provinziallandtag der Rheinprovinz.
Der Provinziallandtag der Rheinprovinz bestand aus 75 Mitglieder, die sich in vier Kurien aufteilten. Die erste Kurie bestand aus vier Standesherren, die über Virilstimmen verfügten. Die Standesherren konnten sich vertreten lassen. Die zweite Kurie bestand aus den Vertretern der Ritterschaft, diese wurden in zwei Wahlkreisen (Regierungsbezirke Koblenz/Trier/Köln und Regierungsbezirke Aachen/Düsseldorf) gewählt. Die dritte Kurie bildeten die Vertreter der Städte. Diese wurden in indirekter Wahl bestimmt. Die vierte Kurie bildeten die Landgemeinden. Diese wählten die Vertreter in doppelt indirekter Wahl: Die Urwähler wählten Wahlmänner, diese dann Bezirkswähler. Wahlkreise waren die Landkreise. Für die Abgeordneten wurden jeweils auch Stellvertreter gewählt.

## Liste der Abgeordneten
| Kurie                                | Wahlkreis | Abgeordneter                                                       | Anmerkung                                                 |
| ------------------------------------ | --- | ------------------------------------------------------------------ | --------------------------------------------------------- |
| Stand der Fürsten, Grafen und Herren | | Fürst Ferdinand zu Solms-Braunfels                                 | Braunfels                                                 |
| Stand der Fürsten, Grafen und Herren | | Fürst Ludwig zu Solms-Hohensolms-Lich                              | Lich                                                      |
| Stand der Fürsten, Grafen und Herren | | Fürst Hermann zu Wied                                              | Neuwied                                                   |
| Stand der Fürsten, Grafen und Herren | | Edmund Graf von Hatzfeld-Wildenburg                                | Wildenburg                                                |
| Stand der Fürsten, Grafen und Herren | | Fürst Joseph zu Salm-Reifferscheidt-Dyck                           | Dyk bei Neuss                                             |
| Ritterschaft                         | Koblenz/Trier/Köln | Clemens von Boos-Waldeck                                           | Landrat, Koblenz                                          |
| Ritterschaft                         | Koblenz/Trier/Köln | Freiherr Gerhard von Carnap-Bornheim                               | Bornheim                                                  |
| Ritterschaft                         | Aachen/Düsseldorf | Friedrich Joseph Coels von der Brügghen                            | Landrat, Aachen                                           |
| Ritterschaft                         | Aachen/Düsseldorf | Friedrich von Diergardt                                            | Geheimer Kommerzienrat, Viersen                           |
| Ritterschaft                         | Koblenz/Trier/Köln | Clemens Wenzelslaus Freier und Edler Herr von und zu Eltz-Rübenach | Wahn                                                      |
| Ritterschaft                         | Aachen/Düsseldorf | Graf Franz Egon von Fürstenberg-Stammheim                          | Stammheim                                                 |
| Ritterschaft                         | Aachen/Düsseldorf | Hermann Josef Gormanns                                             | Notar, Erkelenz                                           |
| Ritterschaft                         | Aachen/Düsseldorf | Freiherr Richard von Vorst-Gudenau                                 | Landrat, Grevenbroich                                     |
| Ritterschaft                         | Koblenz/Trier/Köln | Wilhelm von Haw                                                    | Landrat a. D., Trier                                      |
| Ritterschaft                         | Aachen/Düsseldorf | Balthasar Herbertz                                                 | Kaufmann, Uerdingen                                       |
| Ritterschaft                         | Aachen/Düsseldorf | Freiherr Philipp von Hilgers                                       | Landrat, Neuwied                                          |
| Ritterschaft                         | Aachen/Düsseldorf | Graf Hermann von Hompesch-Rurich                                   | Schloss Rurich                                            |
| Ritterschaft                         | Koblenz/Trier/Köln | Franz Egon von Hoensbroech                                         | Haus Haag                                                 |
| Ritterschaft                         | Koblenz/Trier/Köln | Ludwig von Hymmen                                                  | Geheimer Regierungs- und Landrat, Bonn                    |
| Ritterschaft                         | Aachen/Düsseldorf | Graf Maximilian August von Loë                                     | Wissen                                                    |
| Ritterschaft                         | Aachen/Düsseldorf | Eberhard von Mylius                                                | Landgerichtsassessor, Düsseldorf                          |
| Ritterschaft                         | Aachen/Düsseldorf | Graf Franz von Nesselrode-Ehreshoven                               | Düsseldorf                                                |
| Ritterschaft                         | Koblenz/Trier/Köln | Freiherr Carl von Nordeck                                          | Hemmerich                                                 |
| Ritterschaft                         | | Friedrich Christian Freiherr von Neukirchen gen. von Nyvenheim     | Caldenhausen                                              |
| Ritterschaft                         | Aachen/Düsseldorf | Peter von Rath                                                     | Lauersfort                                                |
| Ritterschaft                         | Aachen/Düsseldorf | Freiherr Friedrich von der Heyden-Rynsch                           | Winkel                                                    |
| Ritterschaft                         | | Wilhelm von Schadow                                                | Direktor, Düsseldorf                                      |
| Ritterschaft                         | Aachen/Düsseldorf | Wilhelm von Steffens                                               | Oberforstmeister, Aachen                                  |
| Ritterschaft                         | | Freiherr Clemens August Waldbott von Bassenheim-Bornheim           | Provinzial-Feuer-Societätsdirektor, Koblenz               |
| Ritterschaft                         | | Freiherr Maria Franz Carl Joseph von Wüllenweber                   | Millendonk                                                |
| Städte                               | Düsseldorf | Gerhard Baum                                                       | Kommerzienrat und Präsident der Handelskammer, Düsseldorf |
| Städte                               | Krefeld | Hermann von Beckerath                                              | Bankier, Krefeld                                          |
| Städte                               | | Biesing                                                            | Gutsbesitzer, Bonn                                        |
| Städte                               | | Beust                                                              | Kaufmann, Boppard                                         |
| Städte                               | Deutz, Mühlheim am Rhein, Gladbach, Gummersbach, Wipperfürth, Siegburg, Königswinter, Neustadt                                 | Wilhelm Budde                                                      | Bürgermeister, Neustadt                                   |
| Städte                               | Köln | Ludolf Camphausen                                                  | Präsident der Handelskammer, Köln                         |
| Städte                               | Ratingen, Kaiserswerth, Angermund mit Gerresheim, Mettmann, Hardenberg mit Langenberg, Wülfrath, Velbert, Kronenberg           | Peter Diederich Conze                                              | Kaufmann, Langenberg                                      |
| Städte                               | Stromberg, Trarbach, Zell, Cochem, Mayen, Andernach, Ahrweiler, Sinzig, Remagen, Simmern                                       | Karl August Dahmen                                                 | Gutsbesitzer, Ahrweiler                                   |
| Städte                               | Barmen | Friedrich von Eynern                                               | Kaufmann, Barmen                                          |
| Städte                               | Jülich, Eschweiler, Heinsberg, Erkelenz, Geilenkirchen mit Hünshoven, Linnich                                                  | Maximilian Flemming                                                | Kaufmann, Geilenkirchen                                   |
| Städte                               | Merzig, Prüm, Bitburg, Wittlich, Bernkastel, Saarburg, Neuerburg                                                               | Jacob Funk                                                         | Gutsbesitzer, Saarburg                                    |
| Städte                               | Aachen | David Hansemann                                                    | Kaufmann, Aachen                                          |
| Städte                               | Elberfeld | August von der Heydt                                               | Handelsgerichtspräsident, Elberfeld                       |
| Städte                               | Monschau, Eupen, Malmédy, St. Vith                                                                                             | Anton Wilhelm Hüffer                                               | Kommerzienrat, Eupen                                      |
| Städte                               | Koblenz | Philipp Jakob Kaspers                                              | Kaufmann, Koblenz                                         |
| Städte                               | Lennep, Ronsdorf, Lüttringhausen, Radevormwald, Burg, Hückeswagen, Wermelskirchen                                              | Gottfried Kirberg                                                  | Handelskammerpräsident, Kirberg                           |
| Städte                               | Solingen, Remscheid, Dorp, Gräfrath, Wald, Höhscheid mit Merscheid, Burscheid mit Leichlingen, Opladen mit Neukirchen, Hitdorf | Gottlieb Kyllmann                                                  | Kaufmann, Weyer                                           |
| Städte                               | Köln | Peter Heinrich Merkens                                             | Präsident der Dampfschiffahrtsgesellschaft, Köln          |
| Städte                               | Köln | Gustav von Mevissen                                                | Kaufmann, Dülken                                          |
| Städte                               | Trier | Peter Ludwig Mohr                                                  | Stadtrat, Trier                                           |
| Städte                               | Kleve, Wesel, Goch, Gelder, Rheinberg, Moers, Orsoy, Xanten                                                                    | Bernhard Müller                                                    | Kaufmann, Wesel                                           |
| Städte                               | Ehrenbreitstein, Vallendar, Bendorf, Neuwied, Linz, Wetzlar, Braunfels                                                         | Clemens Jacob Reichard                                             | Fabrikbesitzer, Neuwied                                   |
| Städte                               | Saarlouis, Saarbrücken, St. Johann, Ottweiler, St, Wendel, Baumholder                                                          | Ludwig Heinrich Röchling                                           | Großhändler, St. Johann                                   |
| Städte                               | Duisburg, Mülheim an der Ruhr, Essen, Kettwig, Werden, Ruhrort, Dinslaken, Emmerich, Rees, Isselburg                           | Julius Scheid                                                      | Kaufmann, Kettwig                                         |
| Städte                               | Düren, Gemünd, Stolberg, Burtscheid                                                                                            | Leopold Schoeller                                                  | Kommerzienrat, Düren                                      |
| Landgemeinden                        | Regierungsbezirk Düsseldorf | Franz Joseph Aldenhoven                                            | Gutsbesitzer, Zons                                        |
| Landgemeinden                        | Regierungsbezirk Aachen | Balthasar Beemelmanns                                              | Bürgermeister, Prümmern                                   |
| Landgemeinden                        | Regierungsbezirk Trier | Jean-François Boch                                                 | Gutsbesitzer, Mettlach                                    |
| Landgemeinden                        | Regierungsbezirk Köln | Martin Fasbinder                                                   | Gutsbesitzer, Dünwald                                     |
| Landgemeinden                        | Regierungsbezirk Trier | Nicolas Adolphe de Galhau                                          | Gutsbesitzer, Wallerfangen                                |
| Landgemeinden                        | Regierungsbezirk Trier | Johann Baptist Graach                                              | Gutsbesitzer, Zeltingen                                   |
| Landgemeinden                        | Regierungsbezirk Koblenz | Christian Gruhn                                                    | Gutsbesitzer, Gemünden                                    |
| Landgemeinden                        | Regierungsbezirk Köln | Friedrich Häger                                                    | Gutsbesitzer, Ohl                                         |
| Landgemeinden                        | Solingen, Remscheid, Dorp, Gräfrath, Wald, Höhscheid mit Merscheid, Burscheid mit Leichlingen, Opladen mit Neukirchen, Hitdorf | Nicolaus Jörissen                                                  | Steuereinnehmer, Millen                                   |
| Landgemeinden                        | Jülich, Eschweiler, Heinsberg, Erkelenz, Geilenkirchen mit Hünshoven, Linnich                                                  | Joseph Jungbluth                                                   | Gutsbesitzer und Bürgermeister, Jülich                    |
| Landgemeinden                        | Koblenz/Trier/Köln | Franz Anton Kayser                                                 | Kommerzienrat, Trier                                      |
| Landgemeinden                        | Regierungsbezirk Köln | Wilhelm König                                                      | Gutsbesitzer, Kloster                                     |
| Landgemeinden                        | | Lang                                                               | Schultheiß, Hörnsheim                                     |
| Landgemeinden                        | Regierungsbezirk Düsseldorf | Gisbert Lensing                                                    | Ökonomicus und Gutsbesitzer, Emmerich                     |
| Landgemeinden                        | Regierungsbezirk Düsseldorf | Johann Heinrich van Loë                                            | Gutsbesitzer, Uedem                                       |
| Landgemeinden                        | Regierungsbezirk Aachen | Johann Josef Minderjahn                                            | Gutsbesitzer, Cornelymünster                              |
| Landgemeinden                        | | Nikolaus Rheinhart                                                 | Gutsbesitzer, Ockfen                                      |
| Landgemeinden                        | Regierungsbezirk Koblenz | Matthias Josef Raffauf                                             | Gutsbesitzer, Wolken                                      |
| Landgemeinden                        | Regierungsbezirk Koblenz | Mathias Peter Rech                                                 | Steuereinnehmer, Langenlonsheim                           |
| Landgemeinden                        | | Rombei                                                             | Gutsbesitzer, Louisenburg                                 |
| Landgemeinden                        | Regierungsbezirk Köln | Johann Leopold Schult                                              | Bürgermeister, Glessen                                    |
| Landgemeinden                        | Regierungsbezirk Düsseldorf | Gerhard Seulen                                                     | Major a. D. und Bürgermeister, Vorst                      |
| Landgemeinden                        | Regierungsbezirk Koblenz | Carl Stedmann                                                      | Gutsbesitzer, Besselich                                   |
| Landgemeinden                        | Regierungsbezirk Düsseldorf | August Uellenberg                                                  | Gutsbesitzer, Niederheidt                                 |
| Landgemeinden                        | Regierungsbezirk Koblenz | Karl Zunderer                                                      | Gutsbesitzer, Kleeburg                                    |